# شمسیر
شمسیر روستایی است که در استان اردبیل، شهرستان مشگین‌شهر، بخش مرادلو، دهستان ارشق غربی قرار دارد.

## جمعیت
بر اساس سرشماری سال ۱۳۸۵ جمعیت این روستا ۲۵۵ نفر با ۵۳ خانوار بوده‌است.